# Лаймон, Айари
Ийа́ри Пе́рес Лимо́н (исп. Iyari Pérez Limón, род. 8 июля 1976 года) — американская актриса мексиканского происхождения, наиболее известная по своей роли потенциальной истребительницы Кеннеди в сериале «Баффи — истребительница вампиров».

## Карьера
Хотя она родилась в Мексике, Айари переехала в Лос-Анджелес в возрасте одного года. Появлялась во многих испанских и американских фильмах. Среди её проектов — рекламы Dr Pepper, Toyota и Always.
Во время проб для части Кармен в The L Word, Лаймон шепнула испанскую фразу на ухо Кэтрин Моенниг («Quiero lamerte hasta que te vengas en mi boca mil veces» — «Я хочу облизывать тебя, пока ты не войдёшь в мой рот тысячу раз»).
Эта фраза была вмонтирована в показ и позднее использовалась в сериале Кармен, которую играла Сара Шахи.

## Личная жизнь
Лаймон сказала, что она бисексуальна в интервью на сайте AfterEllen.com, в котором она утверждала, что однажды вышла замуж за актёра Эфрена Рамиреса, и во время интервью встречалась с Сарой Эдж. В сентябре 2007, AfterEllen.com сообщил, что Лаймон и Эдж расстались, и Айари беременна от своего нынешнего мужа, Александро. Её дочь родилась в пятницу, 24 августа 2007.

## Фильмография
- Как избежать наказания за убийство / How to Get Away with Murder (2020) — куратор Аннализ
- Девственница Джейн / Jane the Virgin (2018) — Эллисон
- Death by Engagement (2005) — Эрика
- Quintuplets TV Episode: «The Coconut Kapow» (2005) — Венди
- Без следа (Without a Trace) TV Episode: In the Dark (2004) — Луиса Крус
- The Drew Carey Show TV Episode: Girlfriend, Interrupted (2004) — Кармелита
- The Mind of the Married Man TV Episode: The Perfect Babysitter (2002) — Стефани
- Strong Medicine TV Episode: Discharged (2002) — Flaca
- The Brothers Garcia TV Episode: Don’t Judge a Book by Its Cover (2002) — Дженнифер
- Double Teamed (2002) (TVM) — Zoe Gold
- Баффи — истребительница вампиров / Buffy the Vampire Slayer (2002—2003) — Кеннеди[англ.]
- Раздетый (Undressed) (2000: Сезон 3) — Синди
- Cover Me: Based on the True Life of an FBI Family TV Episode: Beauty Marks (2000) — Айрис
- The Egg Plant Lady (2000) — Jamie Vecino
- Королевская Кобра (1999) — Молодая девушка
- Reyes and Rey TV Episode: «La Logica De L.A. Sangre» (1999) — Lisa
- On the Line (1998) (TVM) — Эсперанса Гомес
- ER TV Episode: Love Among the Ruins (1995) — Бренда